# آویزبالگان
آویزبالگان (Rhipidistia) از ماهیان گوشتی‌باله‌ای هستند که نیاکان جانوران چهاراندام امروزی به شمار می‌آیند.
در دوران پیش از تاریخ، ماهیان آرواره‌دار به دو نوع اصلی تقسیم می‌شدند که عبارت بود از پرتوبالگان و آویزبالگان. اکثریت عظیمی از ماهی‌های امروزی از نوادگان ماهیان نوع اول هستند. دستهٔ دوم یعنی آویزبالگان به‌عنوان ماهی، موفقیت بسیار کمتری کسب کردند. آن‌ها اکنون تنها به‌صورت ماهیان شش‌دار و چندشکلی ماهی دریایی وجود دارند، ولی در میان باله‌هایشان دارای تکیه‌گاه‌های استخوانی بودند که از آن‌ها اندام‌ها تکامل یافتند.
نخستین دوزیستان از یک گروه ابتدایی آویزبالگان پدید آمدند؛ بدین‌ترتیب، تمام مهره‌داران چهارپا و نوادگان آن‌ها هم از این سرسلسلهٔ منقرض شدهٔ ماهیان تکامل یافته‌اند.